# Wounds
Pour plus de détails, voir Fiche technique et Distribution.
Wounds (litt. « Plaies ») est un film d'horreur psychologique britannique écrit et réalisé par Babak Anvari, sorti en 2019. Il s’agit de l’adaptation de la nouvelle La Crasse (The Visible Filth) de Nathan Ballingrud (en) (2015).

## Synopsis
Après avoir ramassé un portable lors d'une bagarre entre étudiants, un barman de La Nouvelle-Orléans, Will, commence alors à recevoir des SMS et des appels inquiétants. Les photos stockées sont ultra violentes et sanglantes. Alors que sa petite amie Carrie se perd physiquement et mentalement en enquêtant sur le contenu, Will refuse de s'impliquer avec elle dans ses recherches. Pourtant, leur enquête les mène au groupe d'étudiants qui ont découvert un étrange livre expliquant comment faire surgir des créatures monstrueuses à partir des plaies…

## Fiche technique
Sauf indication contraire, les informations mentionnées dans cette section peuvent être confirmées par la base de données cinématographiques IMDb,  présente dans la section « Liens externes ».
- Titre original et français : Wounds
- Réalisation et scénario : Babak Anvari, d’après la nouvelle La Crasse (The Visible Filth) de Nathan Ballingrud (en) (2015)[1]
- Direction artistique : Chad Keith
- Décors : Kevin C. Lang
- Costumes : Meagan McLaughlin
- Photographie : Kit Fraser
- Montage : Chris Barwell
- Musique : Komeil S. Hosseini
- Production : Christopher Kopp et Lucan Toh[2]

Production exécutive : Megan Ellison, Andrew Harvey, Jillian Longnecker et Brian Pitt
- Sociétés de production : Annapurna Pictures, Two & Tow Pictures et AZA Films
- Sociétés de distribution : United Artists Releasing ; Netflix
- Pays d'origine :  Royaume-Uni
- Langue originale : anglais
- Format : couleur
- Genre : horreur psychologique, thriller
- Durée : 94 minutes
- Dates de sortie :
  - États-Unis : 26 janvier 2019 (Festival de Sundance)
  - France : 22 mai 2019 (Festival de Cannes - Quinzaine des réalisateurs)
  - Monde : 14 octobre 2019 sur Netflix

## Distribution
Source et légende : version française (VF) sur RS Doublage
- Armie Hammer (VF : Jérémy Prévost) : Will
- Dakota Johnson (VF : Delphine Rivière) : Carrie
- Zazie Beetz : Alicia
- Karl Glusman (VF : François Santucci) : Jeffrey
- Alex Biglane : Garrett
- Brad William Henke (VF : Antoine Tomé) : Eric
- Kerry Cahill (VF : Christèle Billault) : Rosie
- Terence Rosemore (VF : Jean-Luc Atlan) : Duane Cross
- Martin Bats Bradford (VF : Vincent Bonnasseau) : Doug
- Lawrence Turner (VF : Jean-Marc Charrier) : Willard
- Jim Klock : Patrick
- Luke Hawx : Marvin
- Ben Sanders : Jason
- Michael Collier : Steve

## Production
Le tournage débute le 4 avril 2018 à La Nouvelle-Orléans.

## Distinctions

### Sélections
- Festival de Cannes 2019 : section « Quinzaine des réalisateurs »
- Festival du film de Sundance 2019 : section « Midnight »[2]